# Згуровка
Згу́ровка (укр. Згурівка) — посёлок, входит в Броварский район Киевской области Украины.  Административный центр Згуровской поселковой общины. До 2020 года был районным центром Згуровского района.

## Географическое положение
Находится на реке Супой (притоке реки Днепр). На территории поселка находится Згуровский дендропарк.

## История
В Киевском государственном историческом архиве Украины имеется исповедная ведомость Преображенской церкви за 1748 год.
Есть на карте 1812 года.
Село являлось центром волости Прилуцкого уезда Полтавской губернии Российской империи. В 1895 году здесь насчитывалось 3421 житель, 666 домов, церковь, школа и винокурня, регулярно проходили ярмарки и базары.
В XIX веке усадьба А. В. Кочубея и его сына П. А. Кочубея, центр большого помещичьего хозяйства. От усадьбы сохранились дендропарк с могилами владельцев и некоторые хозяйственные постройки, однако господский дом был разрушен в советское время.
В ходе Великой Отечественной войны с 15 сентября 1941 до 21 сентября 1943 года село было оккупировано немецкими войсками.
В 1946—1950 гг. находившийся здесь сахарный завод был расширен и реконструирован.
В 1952 году в селе Згуровка действовали сахарный завод, средняя школа, семилетняя школа, Дом культуры, парк и районная МТС. В 1956 году село стало посёлком городского типа.
В 1986 году был восстановлен Згуровский район с центом в Згуровке.
В январе 1989 года численность населения составляла 6942 человека.
В июле 1995 года Кабинет министров Украины утвердил решение о приватизации находившегося в посёлке АТП-13252. В марте 2001 года было возбуждено дело о банкротстве сахарного завода.
На 1 января 2013 года численность населения составляла 5338 человек.
В 2020 в ходе административной реформы на Украине ликвидирован Згуровский район. Посёлок присоединний к укрупненому Броварскому району.
С 2020 является центром Згуровской поселковой общины.
С 2023 года имеет статус посёлка, после ликвидации посёлков городского типа в Украине.

## Галерея

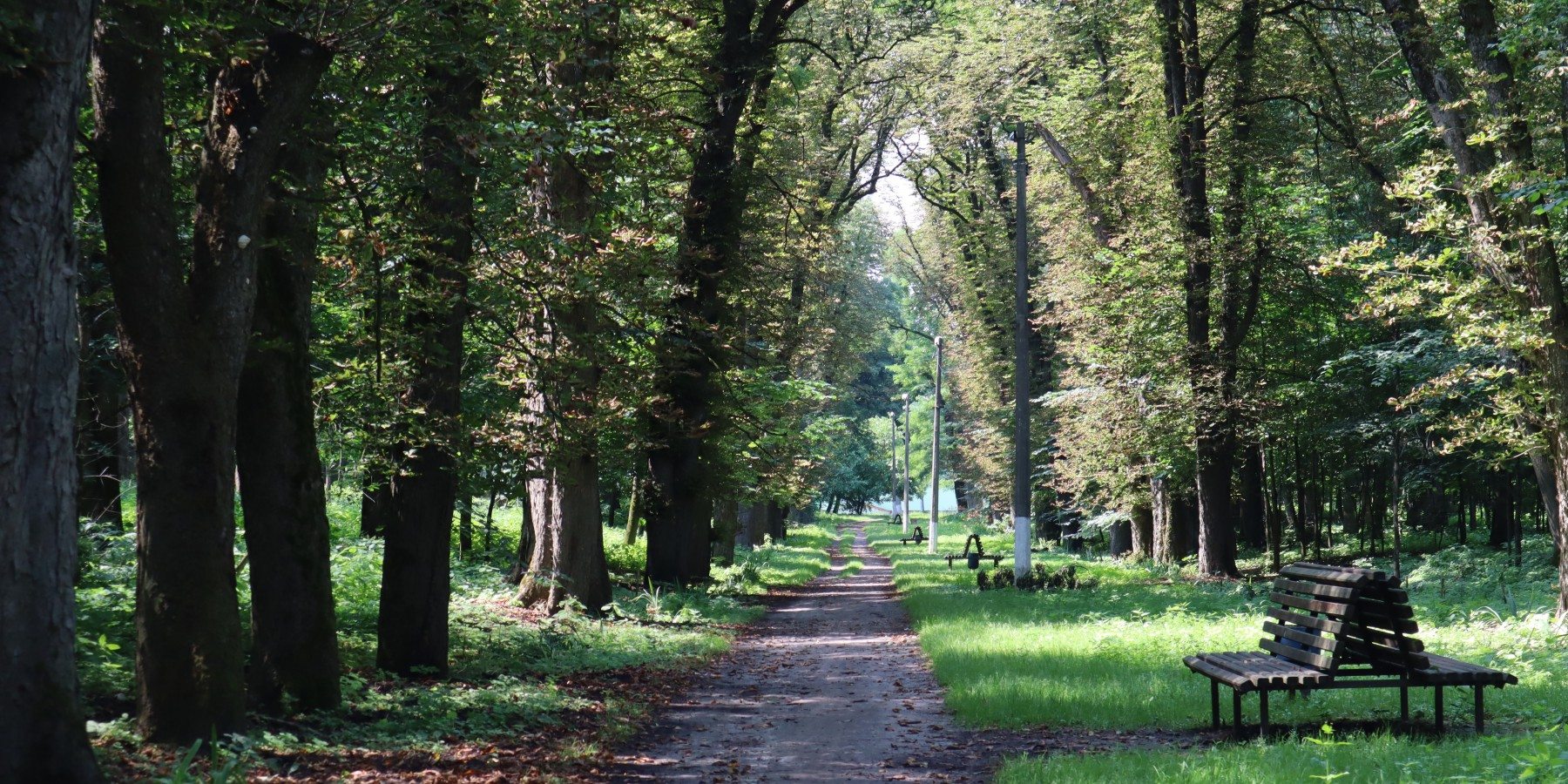
Каштановая алея в Згуровском дендропарку, лето 2021
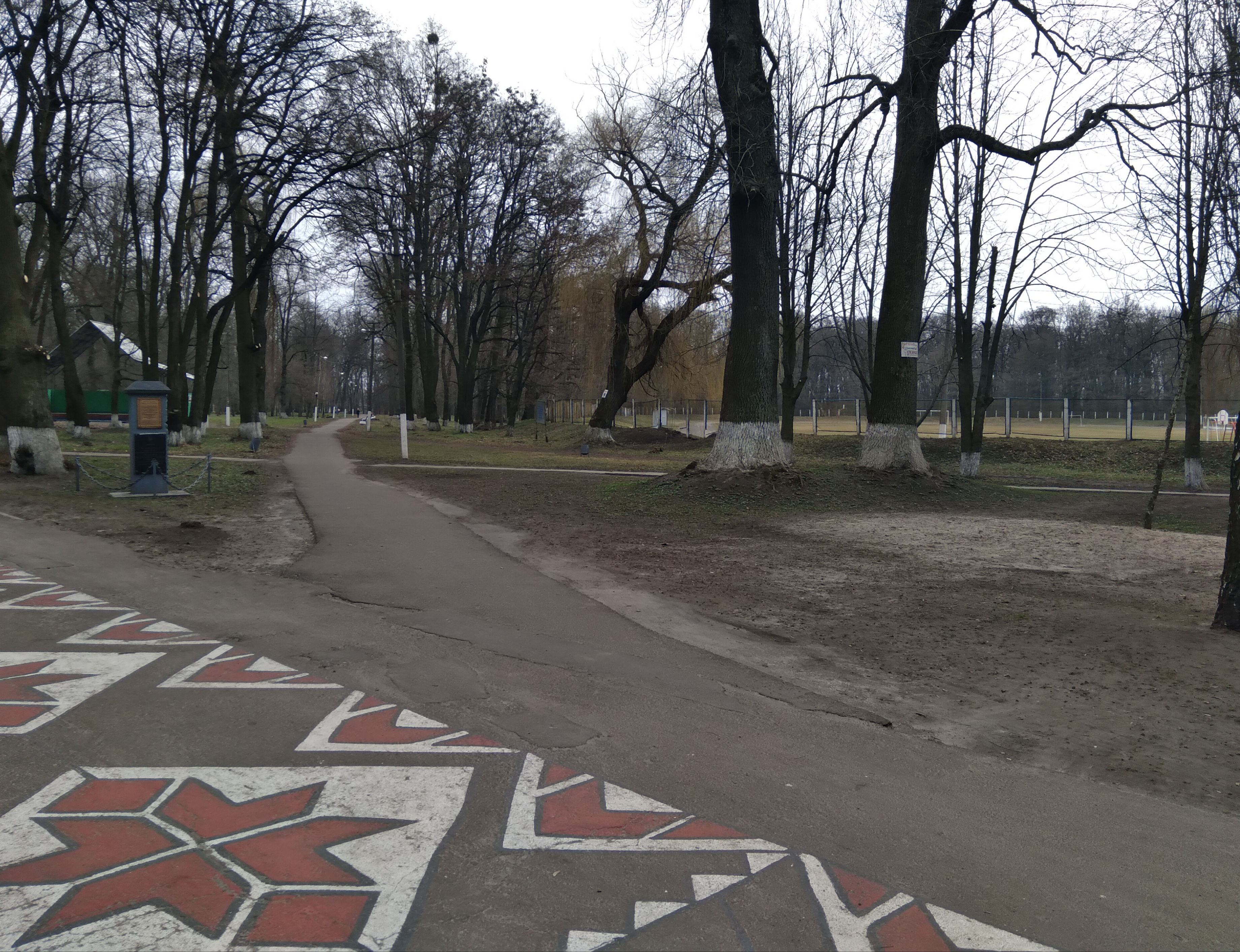
В Згуровском парку, март 2023 года
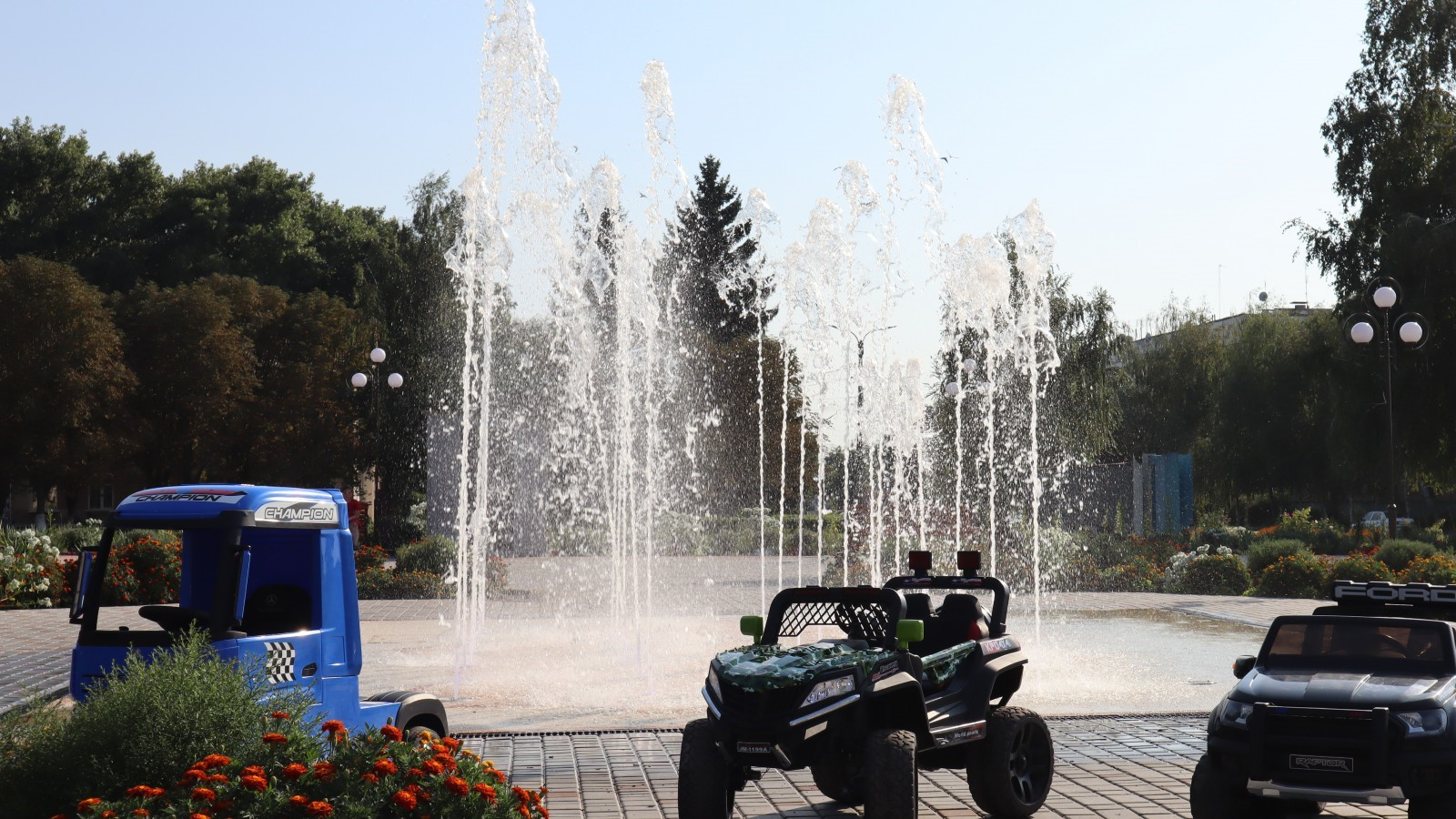
Фонтан в центре Згуровки, июнь 2021
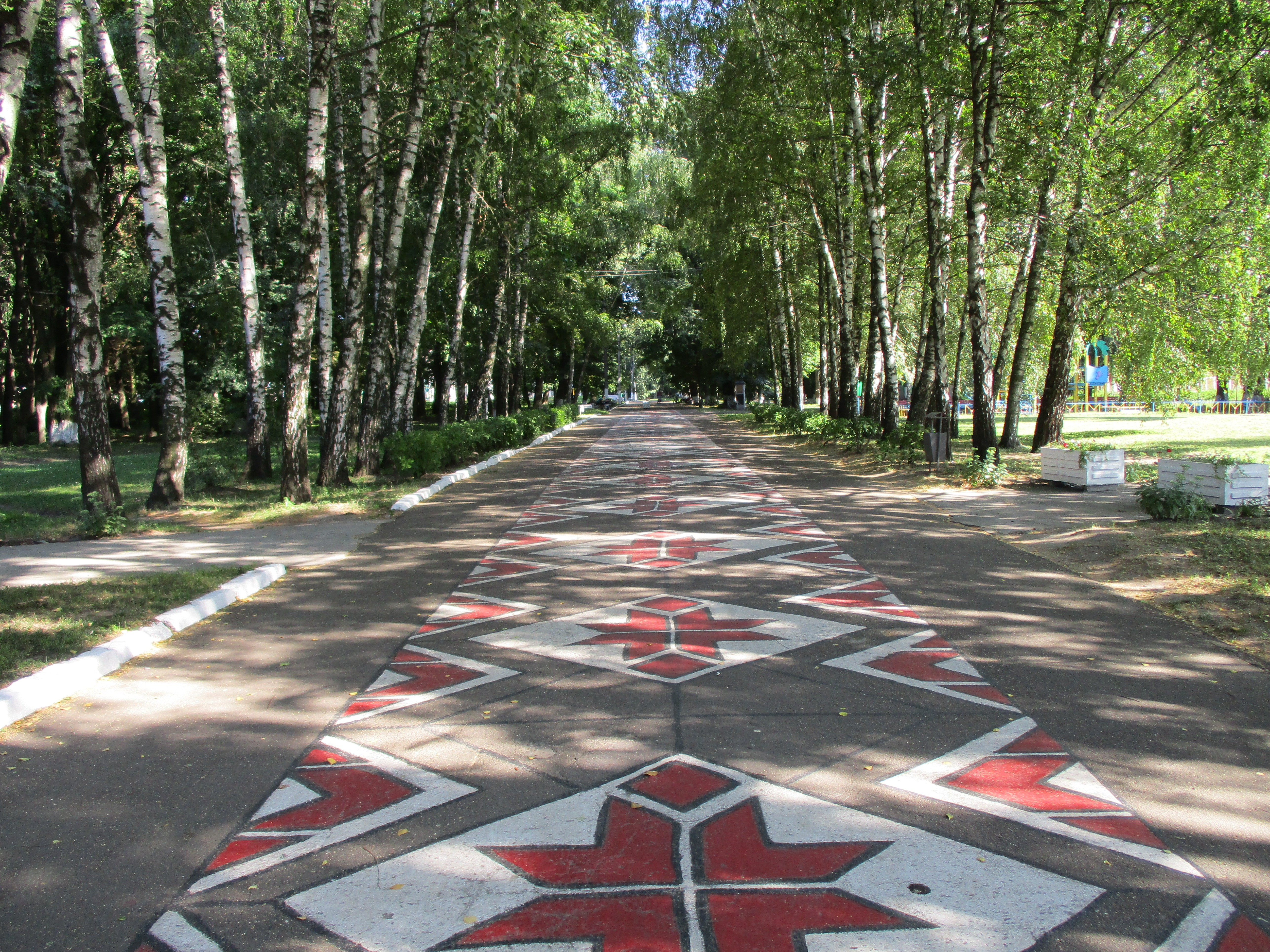
Березовая алея
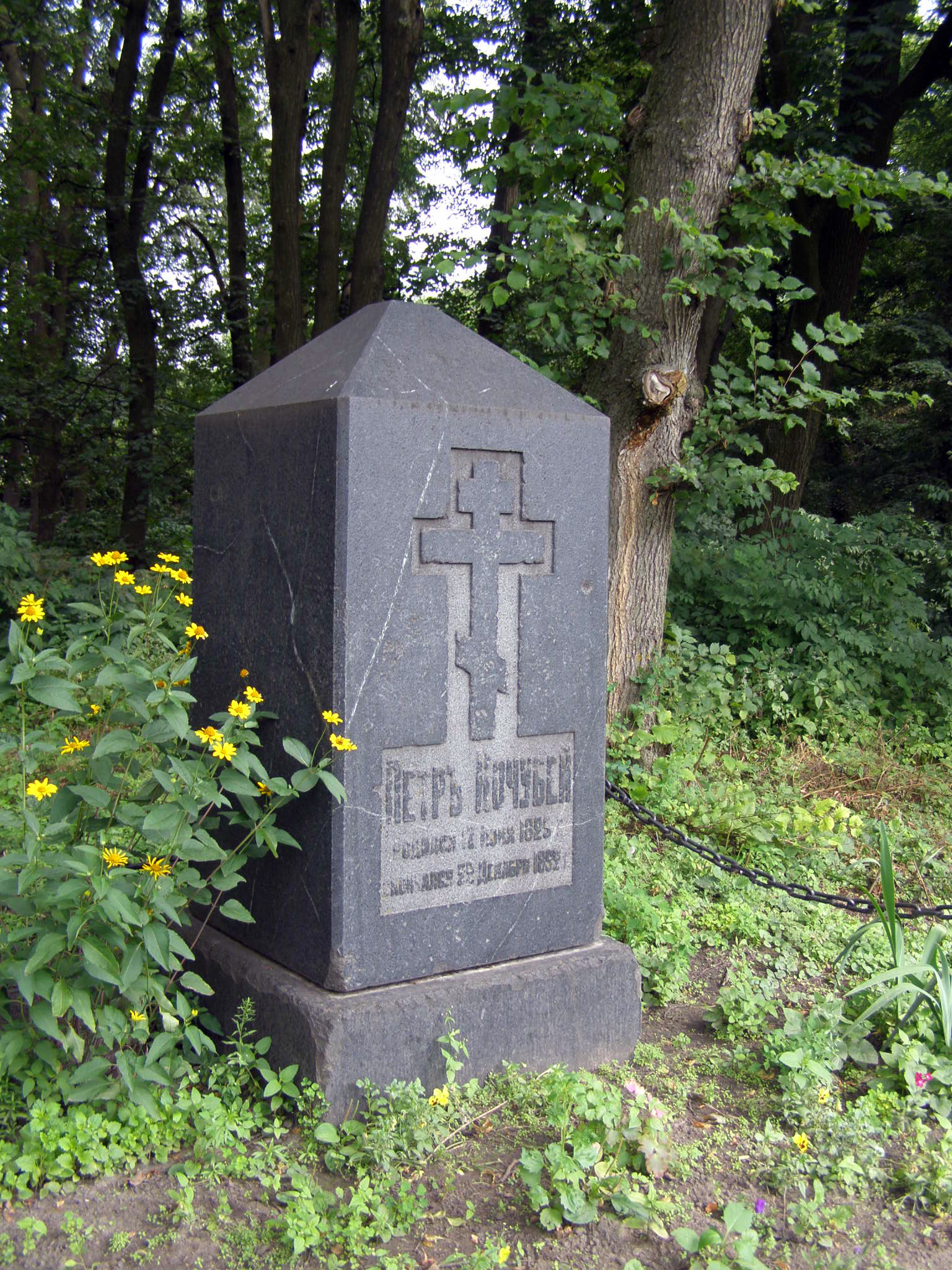
Могила Пётра Кочубея
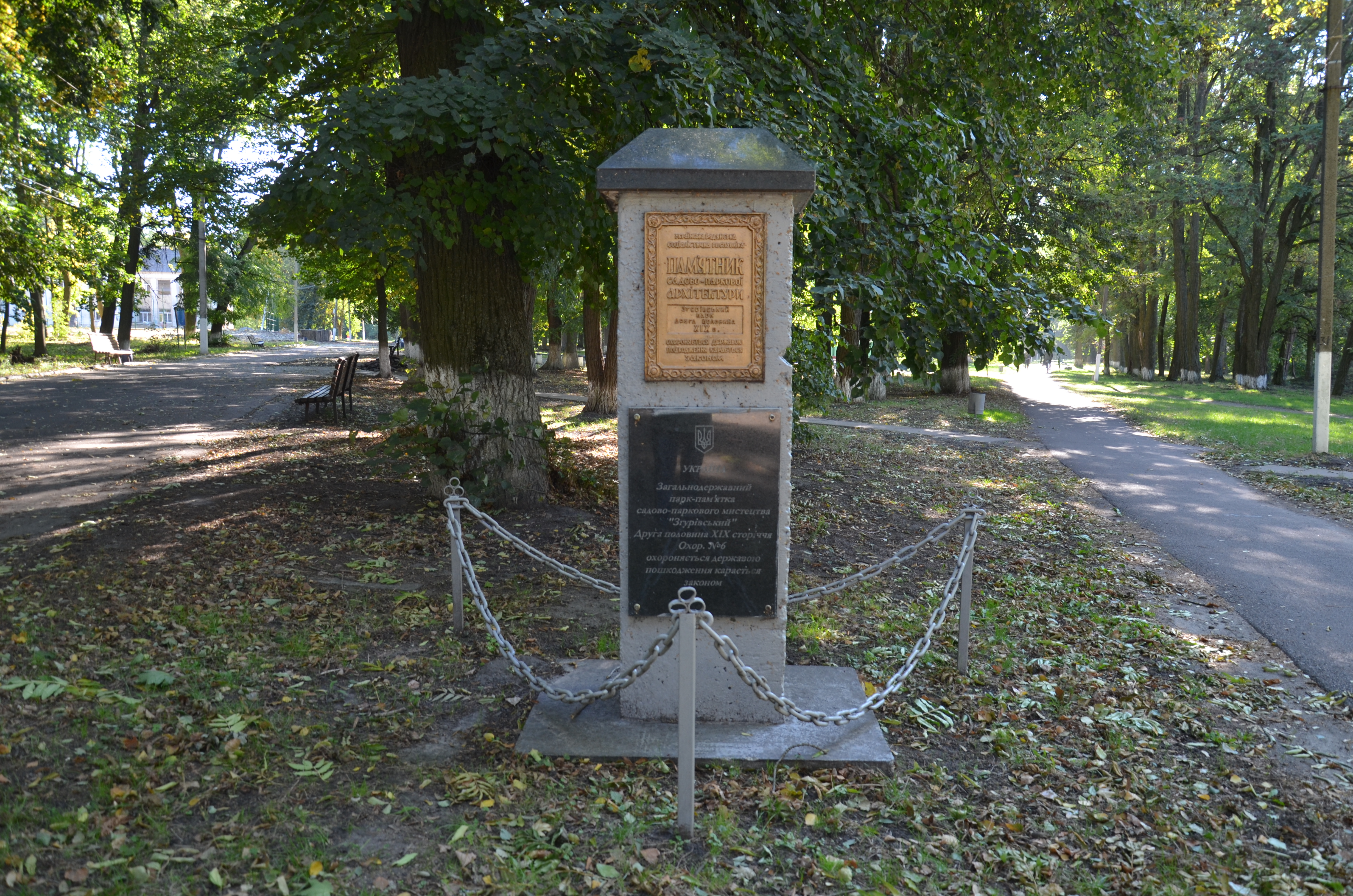
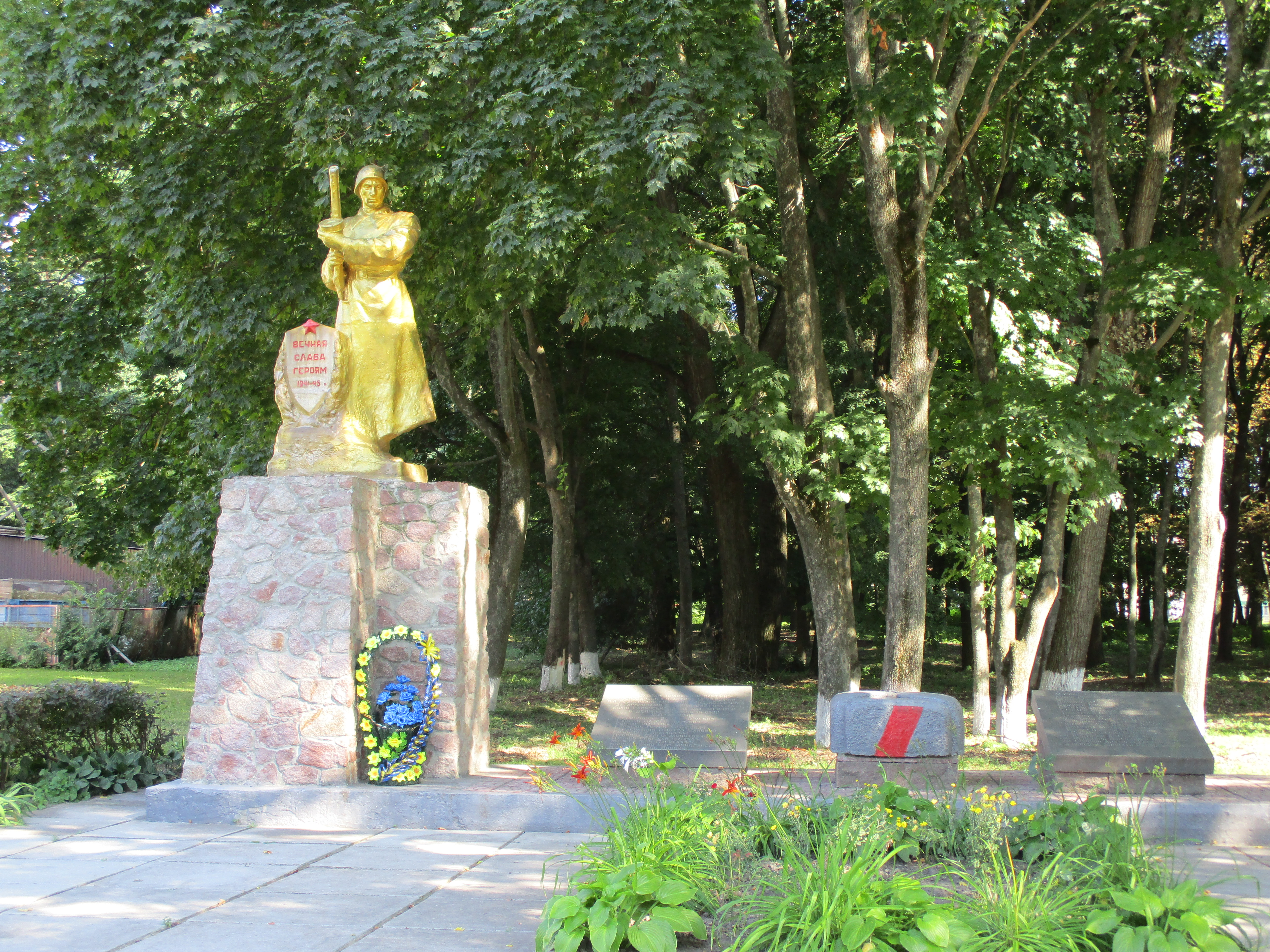
Братская могила Красной Армии
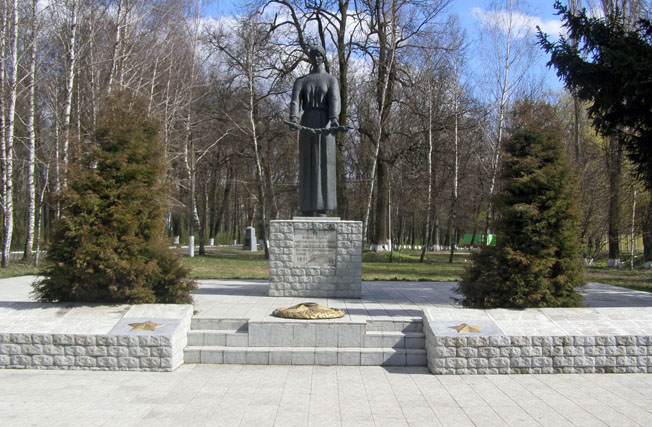
Мемориал славы
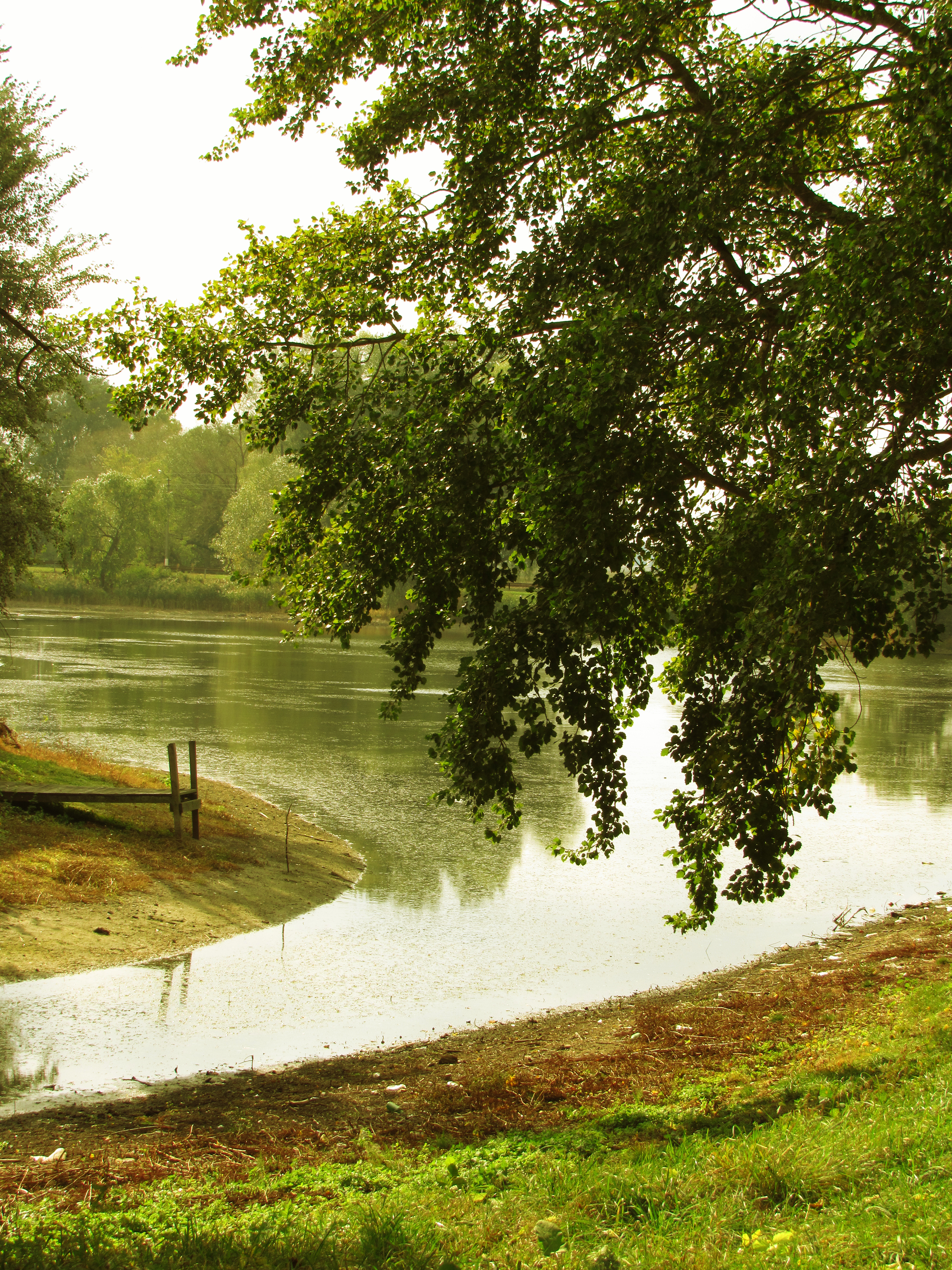
Прут в парку
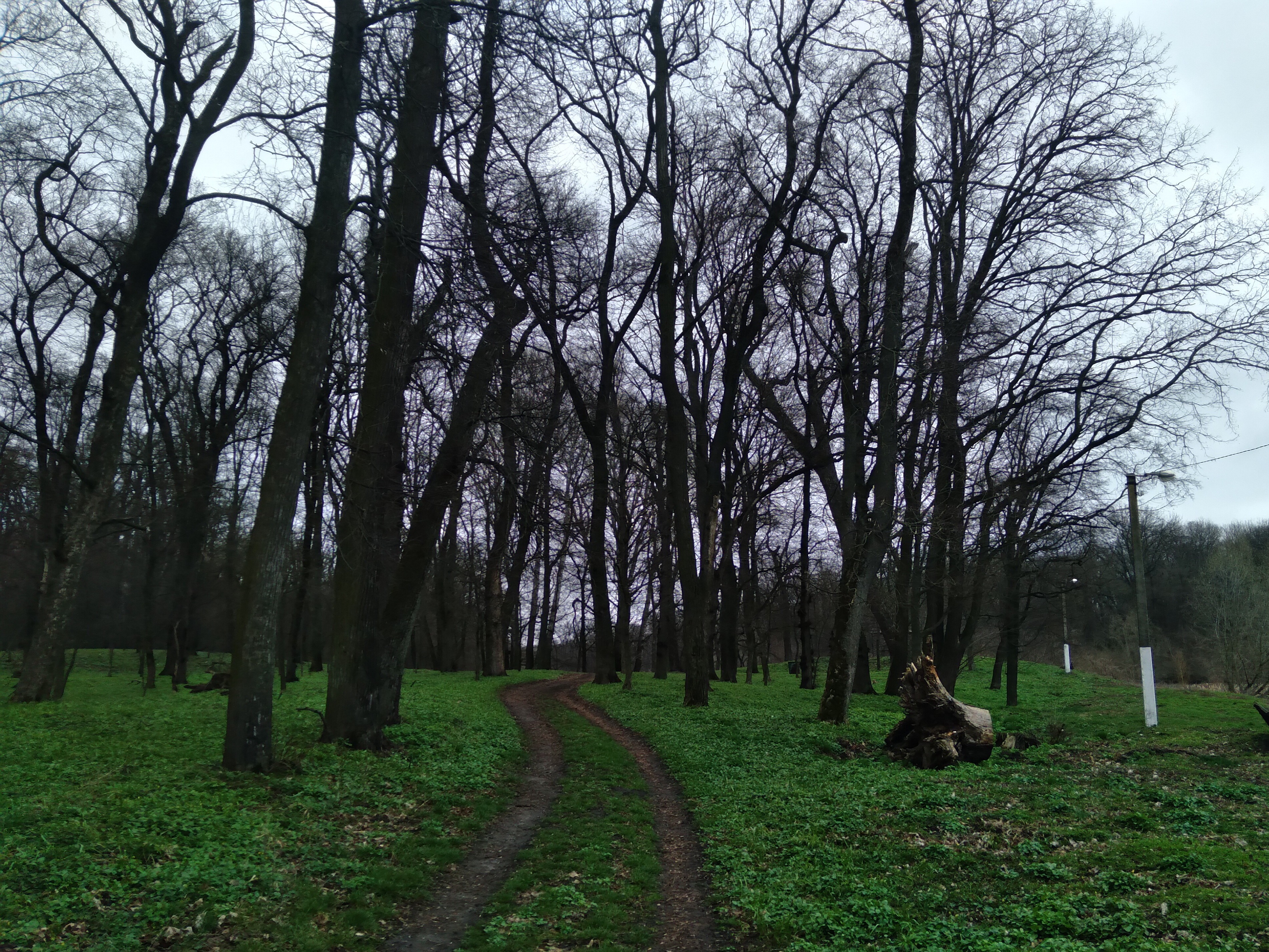
Дорожка, ведущая от пруда к школе в Згуровском парке, апрель 2023
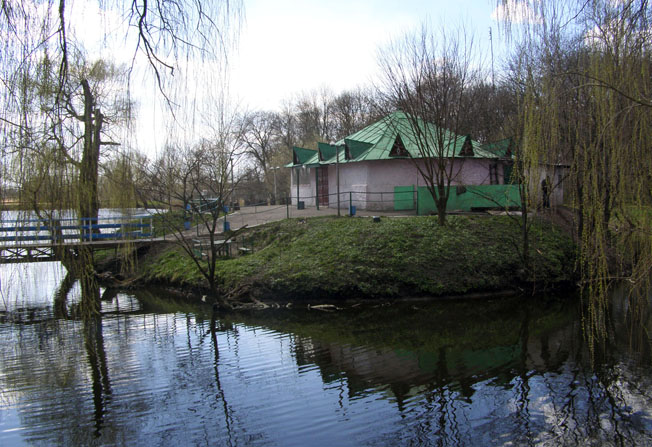
Остров на озере в парку
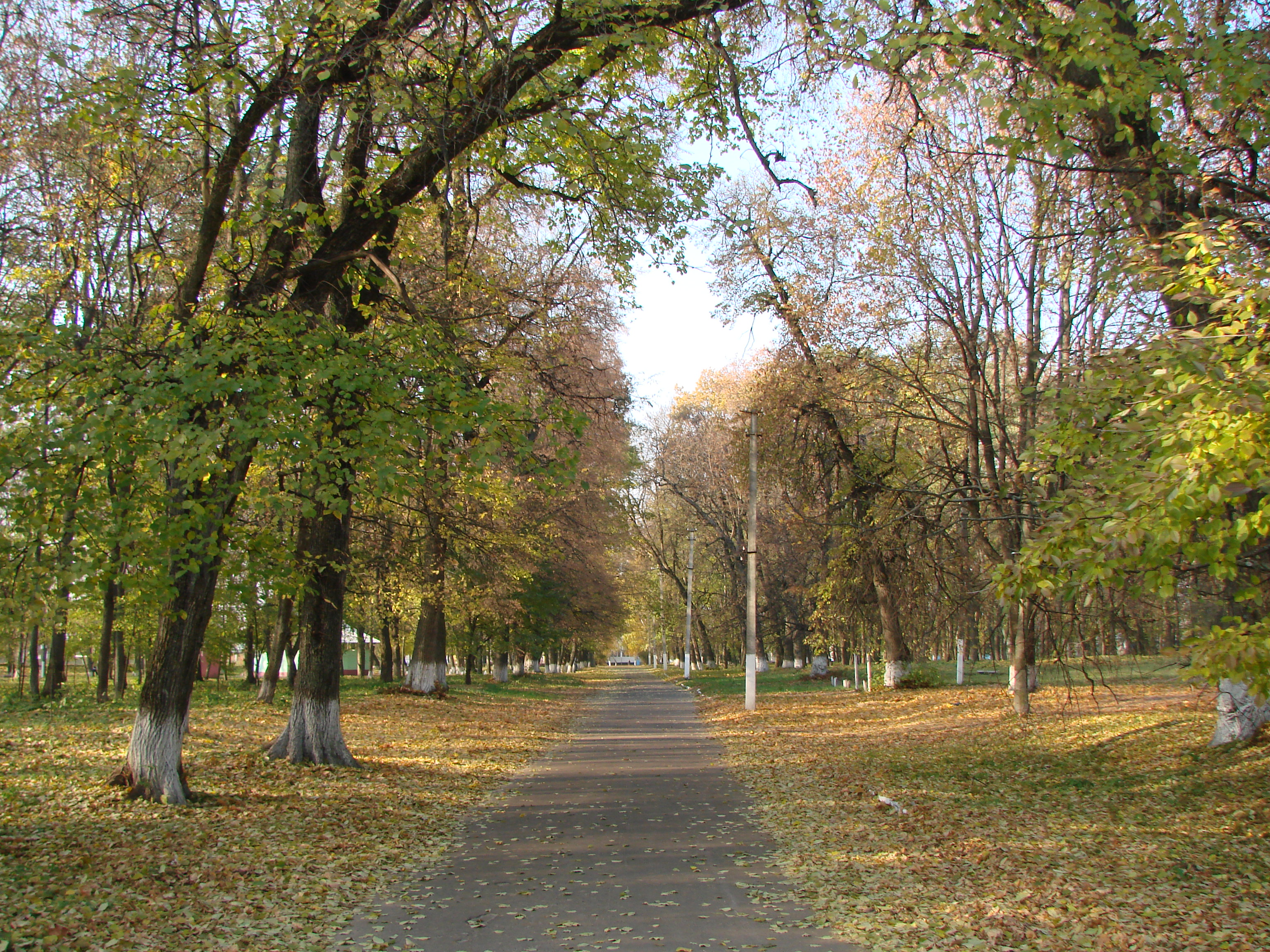
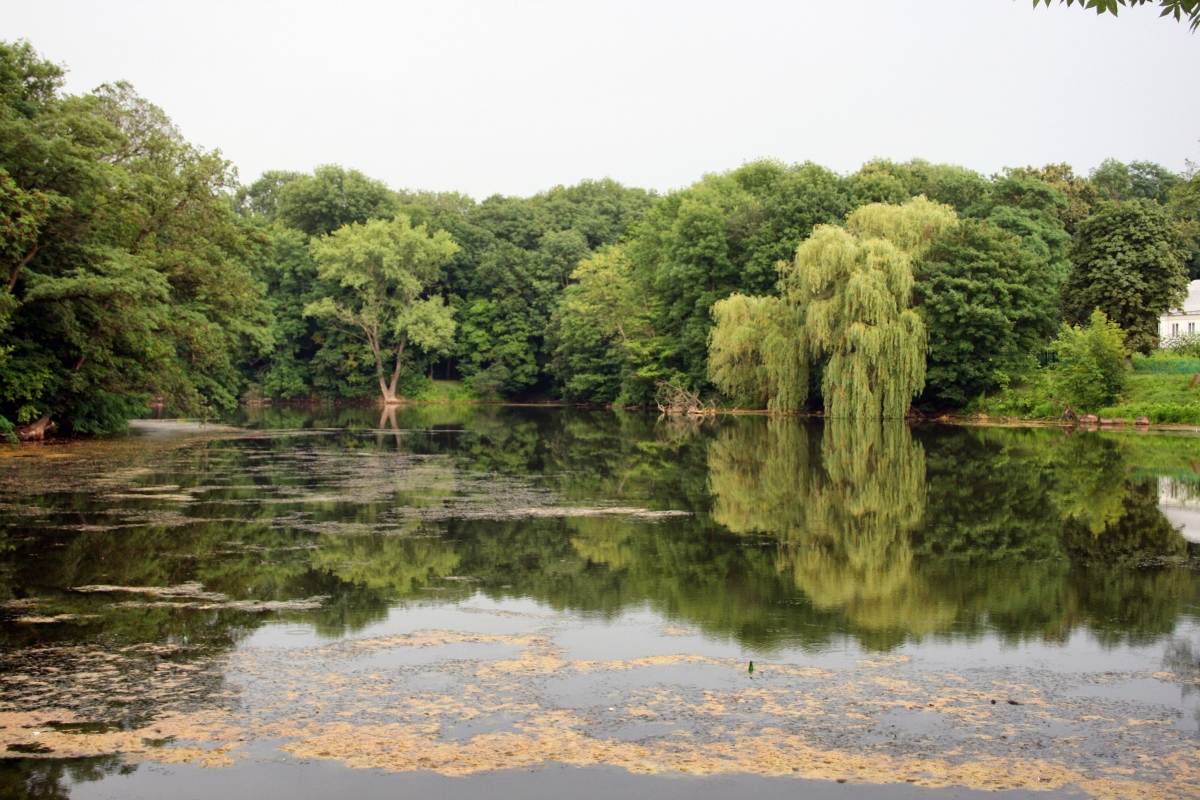

## Транспорт
Находится в 32 км от ж.-д. станции Яготин (на линии Киев — Гребёнка) Юго-Западной железной дороги.